# Mistrovství světa juniorů v ledním hokeji 1992
Mistrovství světa juniorů v ledním hokeji 1992 se konalo 26. prosince 1991 až 4. ledna 1992 v německých městech Füssen a Kaufbeuren.

## Pořadí
| pozice | Tým       | Z | GS | GI | B  |
| ------ | --------- | - | -- | -- | -- |
| 1.     | SNS       | 7 | 39 | 13 | 12 |
| 2.     | Švédsko   | 7 | 41 | 24 | 11 |
| 3.     | USA       | 7 | 30 | 22 | 10 |
| 4.     | Finsko    | 7 | 21 | 21 | 7  |
| 5.     | ČSFR      | 7 | 28 | 24 | 6  |
| 6.     | Kanada    | 7 | 21 | 30 | 6  |
| 7.     | Německo   | 7 | 15 | 40 | 2  |
| 8.     | Švýcarsko | 7 | 19 | 40 | 2  |

## Výsledky
26.12.1991

Kanada - Německo 5:4 (2:0, 1:3, 2:1)

Švédsko - ČSFR 8:4 (1:2, 5:1, 2:1)

SSSR - Švýcarsko 10:2 (4:0, 2:1, 4:1)

USA - Finsko 5:1 (1:0, 1:0, 3:1)

27.12.1991

Kanada - Švýcarsko 6:4 (2:1, 2:0, 2:3)

Finsko - ČSFR 4:1 (1:0, 2:1, 1:0)

SSSR - Švédsko 4:3 (2:0, 0:3, 2:0)

USA - Německo 6:2 (0:1, 3:1, 3:0)

29.12.1991

Kanada - Švédsko 2:2 (1:1, 1:0, 0:1)

SSSR - Finsko 4:1 (2:0, 2:0, 0:1)

ČSFR - Německo 8:2 (1:0, 2:1, 5:1)

USA - Švýcarsko 5:1 (0:1, 2:0, 3:0)

30.12.1991

Finsko - Kanada 2:2 (1:1, 0:0, 1:1)

Švýcarsko - ČSFR 4:2 (1:0, 1:1, 2:1)

31.12.1991

SSSR - Německo 7:0 (4:0, 2:0, 1:0)

Švédsko - USA 8:6 (4:1, 4:3, 0:2)

Na přelomu roku byl rozpuštěn Sovětský svaz, mužstvo SSSR dokončilo turnaj pod hlavičkou Společenství nezávislých států

1.1.1992

USA - Kanada 5:3 (1:2, 1:0, 3:1)

Švédsko - Švýcarsko 4:3 (1:1, 3:1, 0:1)

Finsko - Německo 2:0 (0:0, 1:0, 1:0)

ČSFR - SNS 5:2 (2:0, 1:2, 2:0)

2.1.1992

ČSFR - Kanada 6:1 (2:1, 3:0, 1:0)

Finsko - Švýcarsko 7:3 (1:0, 1:3, 5:0)

Švédsko - Německo 10:1 (2:0, 2:0, 6:1)

SNS - USA 5:0 (2:0, 1:0, 2:0)

4.1.1992

SNS - Kanada 7:2 (2:1, 2:1, 3:0)

Švédsko - Finsko 6:4 (1:3, 1:1, 4:0)

Německo - Švýcarsko 6:2 (2:1, 2:0, 2:1)

USA - ČSFR 3:2 (2:0, 0:1, 1:1)

## Soupisky
SNS
Brankáři: Nikolaj Chabibulin, Ikdar Muchometov 
Obránci: Vladislav Bulin, Darjus Kasparajtis, Artem Kopot, Boris Mironov, Sandis Ozoliņš, Alexej Trošinskij, Alexej Žitnik

Útočníci: Alexandr Čerbajev, Ravil Guzmanov, Alexej Jašin, Konstantin Korotkov, Alexej Kovaljov, Sergej Krivokrasov, Alexander Kuzminskij, Děnis Metljuk, Andrej Nikolišin, Alexandr Sveržov, Denis Vikurinov, Michail Volkov, Sergej Žoltoks.
  Švédsko 
Brankáři: Magnus Lindquis, Rolf Wanhainen

Obránci: Greger Artursson, Calle Carlsson, Jakob Karlsson, Stefan Klockare, Björn Nord, Johan Norgren, Mattias Norström

Útočníci: Patrik Ekholm, Peter Forsberg, Kristian Gahn, Jens Hemström, Jonas Höglund, Fredrik Jax, Andreas Johansson, Stefan Ketola, Roger Kyrö, Michael Nylander, Markus Näslund, Mikael Renberg, Niklas Sundblad.
  USA 
Brankáři: Mike Dunham, Cordin Saudriff

Obránci: Brent Bilodeau, Rich Brennan, Todd Hall, Chris Imes, Scott Lachance, Brian Mueller, Brian Rafalski

Útočníci: Jim Campbell, Chris Ferraro, Peter Ferraro, Brian Holzinger, Steve Konowalchuk, John Lilley, Pat Peake, Mike Prendergast, Brian Rolston, Marty Schriner, Ryan Sittler, Keith Tkachuk, Chris Tucker.
 Finsko
Brankáři: Ilpo Kauhanen, Pasi Kuivalainen

Obránci: Tuomas Grönman, Janne Grönvall, Petri Gynther, Marko Kiprusoff, Jarno Miikkulainen, Janne Niinimaa, Jani Nikko, Petteri Nummelin, Jukka Ollila

Útočníci: Sami Kapanen, Jussi Kiuru, Tero Lehterä, Jere Lehtinen, Mikko Luovi, Pasi Määttänen, Sakari Palsola, Marko Tuomainen, Jarkko Varvio, Tony Virta, Juha Ylönen.
 ČSFR
Brankáři: Milan Hnilička, Igor Murín

Obránci: Milan Nedoma, Patrik Rimmel, Roman Hamrlík, Ivan Droppa, Patrik Luža, František Kaberle, Jan Vopat, Michal Chromčo

Útočníci: Jan Čaloun, Róbert Petrovický, Martin Straka, Viktor Ujčík, Žigmund Pálffy, Jiří Zelenka, Martin Procházka, Roman Meluzín, Jan Alinč, Marek Zadina, Tomáš Chlubna, Miroslav Škovíra.
 Kanada 
Brankáři: Mike Fountain, Trevor Kidd

Obránci: Brad Bombardir, Jassen Cullimore, Karl Dykhuis, Richard Matvichuk, Scott Niedermayer, John Slaney, Darryl Sydor

Útočníci: Kimbi Daniels, Ryan Hughes, Steve Junker, Paul Kariya, Martin Lapointe, Eric Lindros, Jeff Nelson, Chad Penney, Patrick Poulin, Andy Schneider, David St. Pierre, Turner Stevenson, Tyler Wright.
 Německo
Brankáři: Marc Seliger, Thomas Wilhelm

Obránci: Christian Althoff, Timo Gschwill, Frank Hohenadl, Josef Lehner, Mirko Lüdemann, Ronny Martin, Thomas Schubert, Heiko Smazal

Útočníci: Till Fesser, Peter-Alexander Hartung, Robert Hock, Henrik Hölscher, Markus Kehle, Andreas Loth, Hans-Jörg Mayer, Oliver Mayer, Andreas Neumann, Jens Schwabe, Stefan Ustorf, Steffen Ziesche.
 Švýcarsko
Brankáři: Pauli Jaks, Lars Weibel

Obránci: Marco Bayer, Laurent Bucher, Nicola Celio, Ivan Gazzaroli, Tiziano Gianini, Gilles Guyaz, Noël Guyaz, Björn Schneider, Martin Steinegger, Gaëtan Voisard

Útočníci: Michael Blaha, Michael Diener, Christian Hofstetter, Matthias Holzer, Claude Lüthi, Dany Meier, Sascha Ochsner, Bernhard Schümperli, Marc Weber, Gerd Zehnhausern.

## Turnajová ocenění
|                            | Brankář     | Obránce            | Obránce            | Útočníci         | Útočníci         | Útočníci         |
| -------------------------- | ----------- | ------------------ | ------------------ | ---------------- | ---------------- | ---------------- |
| Ceny direktoriátu IIHF     | Mike Dunham | Darjus Kasparajtis | Darjus Kasparajtis | Michael Nylander | Michael Nylander | Michael Nylander |
| All-Star Tým (podle médií) | Mike Dunham | Janne Grönvall     | Scott Niedermayer  | Michael Nylander | Peter Ferraro    | Alexej Kovaljov  |

### Produktivita
| Hráč             | G | A | Body |
| ---------------- | - | - | ---- |
| Michael Nylander | 8 | 9 | 17   |
| Peter Forsberg   | 3 | 8 | 11   |
| Markus Näslund   | 8 | 2 | 10   |
| Mikael Renberg   | 6 | 4 | 10   |
| Alexej Kovaljov  | 5 | 5 | 10   |

## Nižší skupiny
Šampionát B skupiny se odehrál v Tychách a v Osvětimi v Polsku, postup na MSJ 1993 si vybojovali poprvé v historii Japonci, naopak sestoupili Severní Korejci.
1.  Japonsko

2.  Polsko

3.  Norsko

4.  Francie

5.  Rumunsko

6.  Nizozemsko

7.  Rakousko

8.  KLDR
Šampionát C skupiny se odehrál v Marinu a v Římě v Itálii, postup do B skupiny MSJ 1993 si vybojovali domácí.
1.  Itálie

2.  Dánsko

3.  Velká Británie

4.  Španělsko

5.  Maďarsko

6.  Jižní Korea

7.  Jugoslávie

8.  Bulharsko